# Golegã
Golegã (golɨ'gɐ̃) è un comune portoghese di 5 913 abitanti situato nel distretto di Santarém.

## Società

### Evoluzione demografica
| Popolazione di Golegã (1801 – 2004) | Popolazione di Golegã (1801 – 2004) | Popolazione di Golegã (1801 – 2004) | Popolazione di Golegã (1801 – 2004) | Popolazione di Golegã (1801 – 2004) | Popolazione di Golegã (1801 – 2004) | Popolazione di Golegã (1801 – 2004) | Popolazione di Golegã (1801 – 2004) | Popolazione di Golegã (1801 – 2004) |
| ----------------------------------- | ----------------------------------- | ----------------------------------- | ----------------------------------- | ----------------------------------- | ----------------------------------- | ----------------------------------- | ----------------------------------- | ----------------------------------- |
| 1801                                | 1849                                | 1900                                | 1930                                | 1960                                | 1981                                | 1991                                | 2001                                | 2004                                |
| 2 452                               | 2 866                               | 5 694                               | 6 325                               | 6 150                               | 5 963                               | 6 072                               | 5 710                               | 5 629                               |

## Freguesias
- Azinhaga
- Golegã